# Great White
Great White é uma banda de hard rock formada em Los Angeles no ano de 1978. Tiveram muita popularidade nos anos 1980 e começo dos anos 1990. Lançaram a maioria de seus álbuns no fim dos anos 80 e ganharam espaço na MTV com clipes como "Once Bitten, Twice Shy", com o pico do sucesso da banda vindo em 1989, no lançamento de ... Twice Shy. Continuaram a lançar material novo durante os anos 90, embora nada nesse material tenha sido feito nos EUA.
Em 2003, o Great White foi parar nas manchetes dos jornais devido ao incêndio na casa de shows The Station, em West Warwick, Rhode Island, uma tragédia que matou 100 pessoas, inclusive Ty Longley, guitarrista dos Whites há três anos.

## História

### Anos 1980
O Great White começou a carreira sob o nome de Dante Fox, com sua primeira apresentação em 1981, no The Trombadour, em Hollywood, Califórnia. Depois de gravar várias demos, os roqueiros escolheram Alan Niven como empresário, que já tinha trabalhado no selo independente Greenworld em Torrance, Califórnia, e que tinha ajudado Mötley Crüe a se lançar na carreira solo. Niven sugeriu que a banda substituísse Dante Fox por outro nome depois de ver o vocalista Jack Russell apresentar o guitarrista Mark Kendall, durante um solo, como "Mark Kendall, the Great White", por causa de seu cabelo loiro-claro, sua Fender Telecaster branca e a roupa e os sapatos da mesma cor.
Em 1982, na formação clássica da banda, com Jack Russel, Mark Kendall, Gary Holland na bateria e Lorne Black no baixo, o Great White gravou e lançou um EP de cinco faixas, Out of the Night, pelo selo independente do empresário Niven, Aegan. Além de lançar o EP, o empresário da banda convenceu as rádios de Los Angeles KMET e KLOS-FM a colocarem as músicas de Out of the Night na programação. Os Whites passaram de repente de públicos de 100 pessoas em pequenos clubes locais para shows com milhares de espectadores, em lugares como Perkins Palace em Pasadena, The Palace em Hollywood e The Country Club em Reseda. Na cidade de Valencia, os roqueiros tocaram para 6.200 espectadores no Six Flags Magic Mountain. No final de 1983, a banda assinou um contrato com a EMI, e logo em 1984, o Great White abria turnês no Reino Unido, EUA e Canadá para várias bandas de grande sucesso, como a "Slide It In" do Whitesnake, "Defenders of the Faith" do Judas Priest, e logo também na própria: "Shot in the Dark", que marcou a chegada do baterista Audie Desbrow. Nesta época, a banda trocou de gravadora ao assinar um contrato com a Capitol Records, que relançou a turnê de Shot in the Dark, durante a qual o tecladista e guitarrista Michael Lardie juntou-se ao ex-Dante Fox. O Great White caiu na estrada junto com a banda Dokken, aproveitando-se, numa nova turnê, do auge de seu enorme sucesso.
Sucesso que cresceu ainda mais em 1987, com o lançamento de "Once Bitten...", que continha os hits "Rock Me" e "Save Your Love". Em abril de 1988, Once Bitten ganhou disco de platina.
A banda continuou na crista da onda com ...Twice Shy em 1989, que continha o maior hit dos Whites, "Once Bitten, Twice Shy", um cover da música de Ian Hunter, que também era uma coqueluche no Reino Unido. No mesmo ano o álbum da banda americana ganhou dois discos de platina e o Grammy de Melhor Performance de Hard Rock. A modelo Bobbie Brown (também conhecida por participar no clipe "Cherry Pie" de Warrant) aparecia no clipe de "Once Bitten, Twice Shy". O Great White terminou a década de 80 com a turnê de seu maior sucesso e ainda abrindo shows para bandas como Bon Jovi.
Em 1990, os Whites participaram da série Hard'N'Heavy, que fazia uma sequência de apresentações, entrevistas e clipes de várias bandas de metal e hard rock; muitas também empresariadas por Alan Niven. Um ponto alto da série é o show beneficente Children of the Night Benefit concert in L.A., em que participaram até Slash e Duff do Guns N'Roses, para arrecadar fundos para crianças sem-teto e vítimas de violência sexual.

### Anos 1990
Logo em janeiro de 1990 a banda apresentou "House of Broken Love" no American Music Awards. Em Março, fizeram a primeira turnê no Japão. Voltaram aos EUA para um megashow a ser realizado no Dia Memorial da Guerra de Secessão, que ficou conhecido como The World Series of Rock, onde o Great White tocou com Whitesnake, Skid Row, Bad English, e Hericane Alice. 
Depois do World Series, gravaram mais dois álbuns para a Capitol, Hooked, que ganhou disco de ouro, e Psycho City. Hooked teve duas turnês: uma solo e outra com os Scorpions. A turnê britânica de Psycho City foi feita em companhia do Kiss.

## Integrantes
- Mark Kendall – guitarra, backing vocal, teclados e baixo
- Audie Desbrow – bateria
- Michael Lardie – guitarra
- Scott Snyder – baixo, backing vocal
- Mitch Malloy – vocal

## Discografia
- Great White (1984)
- Shot in the Dark (1986)
- Once Bitten... (1987)
- ...Twice Shy (1989)
- Hooked (1991)
- Psycho City (1992)
- Sail Away (1994)
- Let it Rock (1996)
- Can't Get There from Here (1999)
- Back to the Rhythm (2007)
- Rising (2009)
- Elation (2012)
- Full Circle (2017)